# Frivillig försvarsverksamhet
Frivillig försvarsverksamhet eller försvarsorganisation med mera är verksamhet som bedrivs av frivilliga till förmån för ett lands totalförsvar. Verksamheten bedrivs inom ramen för en fristående frivillig försvarsorganisation som utgör en ideell förening eller liknande. Frivilligt deltagande i statliga myndigheters verksamhet, som till exempel hemvärn, nationalgarden, state defence forces, räknas inte som frivillig försvarsverksamhet. Beväpnade politiska organisationer, paramilitära kampförbund, frikårer och andra organisationer som inte är officiellt erkända av staten utgör inte frivilliga försvarsorganisationer.[källa behövs]

## Estland
Kaitseliit är en frivillig försvarsorganisation i Estland. Det är en ideell förening med uppgifter av hemvärnstyp.

## Litauen
Lietuvos Šaulių Sąjunga, "Litauiska skytteförbundet" är en frivillig försvarsorganisation i Litauen. Det är en ideell förening med uppgifter av hemvärnstyp.

## Ryssland
Российская оборонная спортивно-техническая организация , "Ryska sport-tekniska försvarsorganisationen" (ROSTO) bildades 1991 som en efterträdarorganisation till DOSAAF (se nedan). Organisationens namn ändrades 2009 till DOSAF. Союз радиолюбителей России, "Ryska radioamatörförbundet" (SRR) är en rysk radioamatörförening vilken även upprättar och underhåller ett nödkommunikationsnät som kan användas för befolkningsskydd och vid inre oroligheter och terroristattacker.

## Sovjetunionen
OSSOAVIACHIM var en sovjetisk frivillig försvarsorganisation verksam 1927-1948. Dess efterträdare DOSAAF (1951-1991) har efterträdarorganisationer i Ryska federationen, Tadzjikistan, Ukraina och Vitryssland.

## Sverige
I Sveriges definieras frivillig försvarsverksamhet som arbete vilket främjar totalförsvaret och som omfattar försvarsupplysning samt rekrytering och utbildning av frivilliga för uppgifter inom totalförsvaret. En förening som bedriver sådan verksamhet benämns frivillig försvarsorganisation. Myndigheten för samhällsskydd och beredskap och Försvarsmakten ska, inom sina respektive verksamhetsområden, fördela och betala ut organisationsstöd till de frivilliga försvarsorganisationerna. Myndigheterna får inom respektive område, i samverkan med andra berörda myndigheter, komma överens med organisationerna om uppdrag inom totalförsvaret.[källa behövs]
I Sverige finns 18 frivilliga försvarsorganisationer som bedriver frivillig försvarsverksamhet. Nio av dessa organisationer har särskilda avtal, där organisationerna förbinder sig att rekrytera och grundutbilda personal för olika befattningar inom försvarsmakten.
De frivilliga försvarsorganisationerna utgörs av:
- Svenska Försvarsutbildningsförbundet
- Insatsingenjörernas riksförbund
- Flygvapenfrivilligas Riksförbund
- Frivilliga automobilkårernas riksförbund
- Frivilliga Flygkåren
- Frivilliga Motorcykelkårernas Riksförbund
- Frivilliga Radioorganisationen
- Försvarets Personaltjänstförbund
- Svenska Blå Stjärnan
- Svenska Röda Korset, i fråga om medverkan i totalförsvarets sjukvård och i verksamheten för civilbefolkningens skydd i krig,
- Riksförbundet Sveriges lottakårer
- Sjövärnskårernas riksförbund
- Svenska Brukshundklubben
- Svenska Fallskärmsförbundet
- Svenska pistolskytteförbundet
- Svenska Skyttesportförbundet
- Sveriges Civilförsvarsförbund
- Sveriges Bilkårers Riksförbund.

En myndighet med uppgifter inom totalförsvaret får ingå ett skriftligt avtal med en person, en frivillig, som tillhör en frivillig försvarsorganisation om att denne skall tjänstgöra inom totalförsvaret. Personer som har ingått sådana avtal benämns avtalspersonal.

## Östtyskland
Gesellschaft für Sport und Technik var en frivillig försvarsorganisation i Östtyskland. Den gav förmilitär teknisk och militäridrottslig utbildning till ungdomar innan värnpliktstjänstgöringen och eftermilitär vidareutbildning för de som genomgått grundutbildningen. GST bildades 1952 och lades ned 1990. Deutsche Rote Kreuz der DDR, Röda korset i Östtyskland, organiserade på frivillig basis en sjukvårdsberedskapsorganisation för befolkningsskydd och katastrofhjälp.